# Неутронно лъчение
Неутронното лъчение е поток от неутрони, които преобразуват енергията си в еластични и нееластични взаимодействия с атомни ядра.
При нееластични взаимодействия възниква вторично лъчение, което може да се състои както от заредени частици, така и от гама кванти (гама лъчение).